# Amara concreta
Amara concreta är en skalbaggsart som beskrevs av Thomas Casey. Amara concreta ingår i släktet Amara och familjen jordlöpare. Inga underarter finns listade i Catalogue of Life.